# Divya Narendra
Divya Narendra (El Bronx, 18 de marzo de 1982) es un empresario estadounidense. Actualmente es director ejecutivo y cofundador de SumZero. También es cofundador de HarvardConnection (posteriormente denominada ConnectU) con sus compañeros de Harvard Cameron Winklevoss y Tyler Winklevoss.

## Juventud y educación
Divya Narendra nació en el barrio del Bronx, Nueva York y creció en Bayside, Queens. Es el mayor de dos hermanos, hijo de dos doctores inmigrantes hindúes. Narendra asistió a la escuela de secundaria Townsend Harris, un centro público en Flushing, Queens. En el año 2000 comenzó sus estudios universitarios en la Universidad de Harvard. En el año 2004 Divya se graduó cum laude en Matemática Aplicada por la Universidad de Harvard. Actualmente cursa estudios en la escuela de Derecho de la Northwestern University y en el Kellogg School of Management para obtener la titulación de Doctorado en Derecho y un máster MBA en Administración de empresas respectivamente.

## Fondos de Inversión
De 2005 a 2008, Divya trabajó como analista en el Grupo de Fusiones y Adquisiciones de Credit Suisse Securities en Nueva York. Luego trabajó en Sowood Capital Management durante un año. En Sowood, Divya trabajó analizando las oportunidades de inversión a través de la estructura de capital.

## SumZero
SumZero es una empresa iniciada por Divya Narendra. Divya describió cómo se le ocurrió la idea en una entrevista: "SumZero se inspiró en un principio por la necesidad de una plataforma sencilla, centralizada y manejable en la que los inversores profesionales que trabajan en los fondos de cobertura, fondos mutuos y fondos de capital privado podrían compartir e intercambiar ideas de inversión.
Desde entonces, el concepto se ha ampliado y en SumZero se toman medidas para aportar informes sobre inversiones de alto nivel a la comunidad inversora en general.

## Aparición en los medios
Divya es interpretado por el actor Max Minghella en The social network, una película dirigida por David Fincher sobre el fundador de Facebook.
El 24 de mayo de 2010, Divya Narendra apareció en Bloomberg TV para hablar sobre su empresa, SumZero. El 1 de octubre de 2010, también apareció en Fox Business News para hablar de Facebook y SumZero.